# Untertürkheim
Untertürkheim am Neckar est un quartier (Ortsteil) de la ville allemande de Stuttgart (Bade-Wurtemberg).
Le quartier, bordé par le Neckar, est entouré des quartiers d'Obertürkheim, de Wangen, de Bad Cannstatt  et de  la ville voisine de Fellbach.

## Personnalités
- Johann Friedrich LeBret (1732- 1807), théologien, historien et professeur, est né à Untertürkheim.